# Còlit frare
El còlit frare (Oenanthe monacha) és una espècie d'ocell de la família dels muscicàpids (Muscicapidae) que habita barrancs rocosos de l'est d'Egipte, Orient Pròxim, Península Aràbiga, Iran i sud de l'Afganistan i del Pakistan. El seu estat de conservació es considera de risc mínim.